# Ингили
Ингили — река в Хабаровском крае, Россия, правый приток Маи. Длина реки — 171 км, площадь водосборного бассейна — 2720 км².
Исток находится на высоте более 600 м над уровня моря в Юдомо-Майском нагорье, река стекает с северо-восточного склона горы Урахая. В верховьях течёт в западном направлении, затем последовательно поворачивает на север, северо-запад и юго-запад. Берега участками заболочены. Впадает в реку Мая справа на высоте ниже 247 м над уровнем моря ниже по течению впадения реки Ляки. Ширина русла в низовьях — 37-62 м, глубина — 0,5-0,7 м, скорость течения — 0,9-1 м/с.

## Основные притоки
Указаны поименованные притоки длиной 20 км и более
| Название    | Расстояние от устья | Длина | Положение |
| ----------- | ------------------- | ----- | --------- |
| Юкатели     | 15                  | 34    | левый     |
| Уэся-Кыллах | 18                  | 22    | правый    |
| Лексена     | 20                  | 52    | левый     |
| Берек       | 25                  | 20    | правый    |
| Арагастак   | 81                  | 26    | правый    |
| Утанак      | 97                  | 23    | правый    |
| Дьюхта      | 149                 | 20    | левый     |

## Данные водного реестра
По данным государственного водного реестра России относится к Ленскому бассейновому округу, речной бассейн реки — Лена, речной подбассейн реки — Алдан, водохозяйственный участок реки — Мая от истока до водомерного поста села Аим.
Код объекта в государственном водном реестре — 18030600512117300029599.